# Ferrovia Seregno-Bergamo
La ferrovia Seregno-Bergamo è una linea ferroviaria italiana di proprietà statale che collega Seregno a Bergamo.

## Storia
| Tratta                   | Inaugurazione     |
| ------------------------ | ----------------- |
| Bergamo-Ponte San Pietro | 4 novembre 1863   |
| Seregno-Carnate          | 24 settembre 1888 |
| Carnate-Ponte San Pietro | 1º luglio 1889    |

La linea venne progettata con l'obiettivo di collegare Bergamo alla ferrovia internazionale del Gottardo tramite Como, dal momento in cui fu chiaro che la linea per Chiavenna via Lecco non sarebbe stata prolungata attraverso lo Spluga per il congiungimento con le ferrovie Svizzere in Coira.
Dopo numerosi progetti via Olgiate e Camerlata fu giudicato conveniente il progetto via Seregno proposto dagli ingegneri Tatti e Milesi, con il quale era inoltre possibile realizzare l'ulteriore collegamento con Milano (attraverso l'innesto sulla ferrovia Milano-Lecco) senza eccessivo allungamento di percorso verso nord e necessità di regresso tramite raccordo in Carnate. La nuova linea, oltre a collegare direttamente Bergamo con la Svizzera, dotava Bergamo di un collegamento diretto e più breve con Monza, allora sede di una delle principali dimore dei Savoia.
I lavori di costruzione cominciarono nel 1887 e terminarono due anni dopo.
Il tronco Seregno-Carnate venne aperto al servizio passeggeri in data 24 settembre 1888, il successivo tratto da Carnate a Ponte San Pietro fu invece inaugurato il 1º luglio 1889.
All'atto di apertura l'esercizio e la gestione degli impianti risultarono affidati alla Società per le Strade Ferrate del Mediterraneo, fino alla creazione nel 1905 delle Ferrovie dello Stato.
Il 31 maggio 1959 la tratta Carnate-Usmate-Ponte San Pietro vide l'attivazione dell'elettrificazione con il sistema a corrente continua a 3000 volt c.c., poi implementato sulla restante diramazione per Seregno. 
Il 10 dicembre 2017 è stata attivata la nuova fermata di Bergamo Ospedale, a servizio dell'ospedale Papa Giovanni XXIII del capoluogo orobico.
Il 15 settembre 2018, a seguito del riscontro di valori anomali e preoccupanti rilevati dal sistema di monitoraggio strutturale del ponte San Michele, sul quale la linea transita per attraversare l'Adda, il ponte è stato improvvisamente chiuso per interventi di manutenzione straordinaria della durata di due anni, con conseguente interruzione della circolazione tra le stazioni di Paderno-Robbiate e Calusco. A breve distanza di tempo, dopo circa un mese di pubbliche avvisaglie in merito, il 9 dicembre 2018 il servizio passeggeri tra Seregno e Carnate-Usmate è stato sospeso e sostituito con autobus, indicando come motivazione un insufficiente numero di passeggeri. Il servizio risulta ancora sospeso a novembre 2024.
Il 19 agosto 2020 la linea è stata interessata da un incidente in cui un treno lasciato in sosta nella stazione di Paderno-Robbiate fuori servizio, a porte chiuse e senza personale ferroviario a bordo ha iniziato a muoversi autonomamente verso la stazione di Carnate-Usmate, dove è stato fermato dopo circa 6 km di corsa fuori controllo con una deviazione dal corretto tracciato verso un binario tronco di sicurezza, causando il deragliamento delle prime carrozze danni agli impianti di stazione (con totale interruzione della circolazione, anche della tratta Milano-Monza-Lecco) e ad alcune proprietà adiacenti. Il bilancio è stato di un solo ferito lieve, un passeggero che si è scoperto essere rimasto a bordo del treno (inizialmente creduto vuoto) dopo che esso aveva terminato il precedente servizio di linea a Paderno-Robbiate.
Il 14 settembre 2020 il ponte San Michele è stato riaperto al traffico ferroviario.
Nel corso dell'estate 2021 sulla tratta Seregno-Carnate si sono svolti i lavori di rifacimento dell'armamento, comprendenti il rinnovo e il risanamento della massicciata ferroviaria; per il tratto Ponte San Pietro-Bergamo, invece, nel luglio 2023 è stato aggiudicato da RFI il contratto per i lavori di raddoppio del binario e di costruzione di una nuova fermata a servizio del comune di Curno. I cantieri sono stati aperti il 5 febbraio 2024; da tale giorno la circolazione dei treni è sospesa e sostituita da autobus fra le stazioni di Bergamo e Ponte San Pietro.

## Caratteristiche
La linea ha una lunghezza di circa 40 km, è a binario semplice con scartamento ordinario di 1435 mm ed elettrificata a 3000 V in corrente continua.
Il tracciato si presenta pianeggiante, senza gallerie e prevalentemente rettilineo.
Nel tratto Seregno-Carnate sono presenti un posto di blocco intermedio presso la stazione di Macherio-Sovico (senza possibilità di effettuare incrocio) e la stazione di Lesmo, unica fermata impresenziata della linea. Il tratto Carnate-Bergamo è invece dotato di binario d'incrocio in ogni punto di sosta eccetto la fermata di Bergamo Ospedale.
Il tratto da Paderno-Robbiate a Ponte San Pietro è esercito in blocco elettrico manuale, uno degli ultimi tre rimasti in Italia (gli altri due sono Villasanta Parco-Costa Masnaga e Cocullo-Avezzano).
Sulla linea sono presenti tre ponti: il primo attraversa la valle del Lambro e con esso la ferrovia Monza-Molteno-Lecco, chiamato "ponte di Gernetto"; il secondo è un viadotto ad arco singolo che attraversa la valle del fiume Adda tra i paesi di Paderno e Calusco; il terzo, in località Ponte San Pietro, attraversa il fiume Brembo. Il ponte sull'Adda, noto come ponte San Michele, è una rinomata opera di ingegneria ed archeologia industriale (è interamente realizzato in ferro chiodato senza saldature, stessa tecnica costruttiva della Torre Eiffel di Parigi, risalente infatti alla stessa epoca, e si eleva ad 85 metri di quota sopra il fiume) ed ha anche la funzione di ponte stradale. Il ponte è stato chiuso per lavori di manutenzione straordinaria dal 2018 al 2020 e, per via delle caratteristiche strutturali, fin dagli anni novanta è oggetto di particolari restrizioni per il traffico: i treni devono attraversarlo con limite di velocità di 15 km/h (tale limitazione vigeva anche prima della chiusura) ed i semafori che regolano il traffico nella parte stradale sono regolati in modo tale da non far coincidere il transito dei treni con quello degli autoveicoli.

## Percorso
| Continuation backward |

|  | Unknown route-map component "ABZg+l" | Unknown route-map component "CONTfq" |

| Station on track |

| Unknown route-map component "uexCONTgq" | Unknown route-map component "emKRZo" | Unknown route-map component "uexCONTfq" |

| Unknown route-map component "CONTgq" | Unknown route-map component "ABZgr" |  |

| Unknown route-map component "uexCONTgq" | Unknown route-map component "emKRZo" | Unknown route-map component "uexCONTfq" |

| Station on track |

| Unknown route-map component "uexCONTgq" | Unknown route-map component "emKRZ" | Unknown route-map component "uexCONTfq" |

| Unknown route-map component "CONTgq" | Unknown route-map component "KRZo" | Unknown route-map component "CONTfq" |

| Small bridge over water |

| Unknown route-map component "uexCONTgq" | Unknown route-map component "emKRZ" | Unknown route-map component "uexCONTfq" |

| Stop on track |

| Unknown route-map component "CONTgq" | Unknown route-map component "ABZg+r" |  |

| Station on track |

|  | Unknown route-map component "ABZgl" | Unknown route-map component "CONTfq" |

| Station on track |

| Unknown route-map component "hKRZWae" |

| Station on track |

| Station on track |

|  | Unknown route-map component "ABZg+l" | Unknown route-map component "CONTfq" |

| Station on track |

| 0+000 |
| 7+742 |

| Small bridge over water |

| Stop on track |

| Unknown route-map component "CONTgq" | Unknown route-map component "ABZg+r" |  |

| Unknown route-map component "uexCONTgq" | Unknown route-map component "emKRZo" | Unknown route-map component "uexCONTfq" |

|  |  | Station on track | Urban head station | Unknown route-map component "exvKBHFa" |

|  |  | Unknown route-map component "eABZg+l" | Unknown route-map component "uemKRZ" | Unknown route-map component "exvABZgr-STR" |

|  |  | Unknown route-map component "eABZg+l" | Unknown route-map component "uemKRZ" | Unknown route-map component "exvSTR-ABZgr" |

|  |  | Straight track | Unknown route-map component "uCONTf" | Unknown route-map component "exvCONTf" |

| Continuation forward |

## Traffico
Per il trasporto passeggeri la linea è utilizzata da Trenord per il servizio della linea R14 (Milano-Bergamo via Carnate, attualmente limitata a Ponte San Pietro) effettuato con composizioni di carrozze MDVC e ETR521/421. Il traffico passeggeri fra Carnate e Seregno (linea R15) è invece sospeso dal 2018.
Viene anche utilizzata da treni merci di diverse società del ramo, solamente nel tratto fra Seregno e Carnate.

### Seregno-Carnate
Fino all'orario estivo del 2018, il servizio passeggeri veniva svolto a spola da un unico convoglio reversibile, formato da un'automotrice ALe 582 con due rimorchiate (una intermedia e una semipilota dello stesso gruppo), ed era articolato in 14 coppie di corse, con fermata a Macherio e Lesmo, effettuate solamente dal lunedì al sabato con cadenzamento orario in entrambe le direzioni, senza alcun servizio serale.
Nel periodo natalizio e nel mese di agosto il servizio era sospeso.

#### Sospensione dal dicembre 2018
Dal 9 dicembre 2018 il servizio passeggeri sulla tratta Seregno-Carnate è stato totalmente sospeso e sostituito con autobus, mantenendo il cadenzamento orario, nel quadro di un più ampio taglio dei servizi regionali; Trenord ha fornito come motivazioni della manovra la presenza di un'infrastruttura al limite della capacità, la complessiva carenza di materiale rotabile e di personale per effettuare i servizi e nello specifico anche un non elevato utilizzo della linea da parte dell'utenza; il servizio su gomma ha tuttavia tempi di percorrenza più che doppi rispetto a quello su rotaia, e ciò ha portato quasi all'azzeramento dei fruitori del trasporto pubblico nella relazione Seregno-Carnate.
Nel febbraio 2019 l'amministratore delegato di Trenord ha confermato l'intenzione di mantenere sospeso il servizio, ipotizzando il ripristino per il periodo 2020-2021.
Ad aprile 2019 la commissione territorio e infrastrutture della Regione Lombardia ha deciso all'unanimità di invitare la Giunta Regionale ad adoperarsi per la riattivazione del servizio ferroviario passeggeri sulla linea con l'entrata in vigore dell'orario estivo 2019, compatibilmente con il materiale rotabile disponibile; tale iniziativa è stata erroneamente interpretata dalla stampa - e di conseguenza da larga parte dell'opinione pubblica - come la certezza di un ripristino del servizio con l'orario estivo 2019, mentre invece la richiesta vincolante a Trenord da parte della Regione Lombardia non è mai stata realizzata.
Il servizio della tratta Seregno-Carnate - che fino alla sospensione veniva effettuato con un solo convoglio, tra i più piccoli della flotta Trenord - rimane ancora svolto solamente tramite autocorse sostitutive a febbraio 2025; inoltre, la frequenza è scesa a bioraria, che diventa oraria solo  in serata, e nei soli giorni lavorativi , per un totale di sole 8 coppie di corse quotidiane .

### Milano-Carnate-Bergamo
Fino al 4 febbraio 2024 era prevista una corsa ogni ora in entrambe le direzioni tra Milano Porta Garibaldi e Bergamo, via Carnate, con fermate in tutte le stazioni intermedie. A causa dei lavori di raddoppio tra Bergamo e Ponte San Pietro e di costruzione della stazione di Curno, dal 5 febbraio 2024, i treni viaggiano con la stessa frequenza solo tra Milano Porta Garibaldi e Ponte San Pietro, mentre fra Ponte San Pietro e Bergamo è in vigore un servizio di autobus sostitutivo. Numerosi rinforzi nei giorni lavorativi rendono la frequenza dei treni semioraria nelle fasce di maggior frequentazione.  

#### Chiusura del ponte sull'Adda
A partire dal 15 settembre 2018, a seguito dell'improvvisa chiusura precauzionale del Ponte San Michele, dovuta alla rilevazione di dati che non rispettavano i margini di sicurezza da parte dei sistemi di monitoraggio della stabilità della struttura, con la necessità di importanti lavori di ristrutturazione, i treni hanno circolato, mantenendo il cadenzamento già esistente, soltanto sulle relazioni Milano-Carnate-Paderno e Calusco-Bergamo. Tra le stazioni di Paderno e Calusco è stato attivato un servizio di collegamento mediante autobus attraverso il ponte sull'Adda di Brivio, con un tempo di percorrenza tra le due località di circa 40 minuti. Dal 2 gennaio 2019 il servizio dei bus Paderno-Calusco è stato prolungato a Terno. In seguito alla riapertura del ponte per il solo transito ciclo-pedonale, avvenuta il 29 marzo 2019, da lunedì 8 aprile 2019 sono stati istituiti degli autobus navetta che, da entrambe le estremità del ponte, facevano spola verso le vicine stazioni di Paderno e Calusco, mentre il transito sul ponte avveniva a piedi.
L'8 novembre 2019 il ponte è stato riaperto al traffico stradale con le consuete limitazioni (senso unico alternato tramite semaforo, peso massimo non superiore a 3500 kg, larghezza non superiore a 2,2 m e limite di velocità che da 30 km/h è stato ridotto a 20 km/h); il servizio automobilistico tra le due stazioni e le estremità del ponte è stato quindi modificato in modo da congiungere direttamente le due stazioni utilizzando il ponte riaperto. Date le limitazioni per il transito sul ponte, per questo servizio non venivano utilizzati normali autobus ma mezzi più piccoli (minibus) autorizzati con apposita deroga temporanea.
Il 15 dicembre 2019, con l'entrata in vigore dell'orario invernale, gli orari degli autobus che transitavano sul ponte e quelli dei treni sono stati strutturati in modo da garantire le coincidenze tra i due servizi; il servizio automobilistico via Brivio, rimasto invariato fino a tale data, è stato eliminato.
Il transito ferroviario sul ponte è stato ripristinato il 14 settembre 2020, esattamente due anni dopo la chiusura, con la velocità massima dei convogli sempre limitata a 15 km/h; a partire da tale data sono stati soppressi tutti i servizi di autobus sostitutivi.

### Esplicative
1. ↑  Parte della linea Lecco-Bergamo.
2. ↑  Oltre a quello già esistente via Treviglio
3. ↑  In ambo le direzioni il servizio terminava intorno alle ore 20:00

### Bibliografiche
1. ↑   Lorenzo Brusetti e Massimo Cogliati, La Ferrovia Milano-Lecco nella gran linea delle Alpi, Cattaneo Editore, 2010, ISBN 9788886509954.
2. ↑   Le ville di delizia briantee presenti sull’asse ferroviario Bergamo-Seregno-Como, su lombardiabeniculturali.it.
3. ↑   Dal 9 dicembre l'orario invernale obiettivo: aumentare la regolarità e ridurre le soppressioni (PDF) [collegamento interrotto], su trenord.it.
4. ↑   Un treno si è mosso per errore ed è deragliato a Carnate, in provincia di Monza; non ci sono feriti gravi, su Il Post, 19 agosto 2020. URL consultato il 20 agosto 2020.
5. ↑   Merateonline, Lavori per la linea ferroviaria Seregno-Carnate, parte il cantiere, su Merate Online, 6 luglio 2021. URL consultato il 28 luglio 2021.
6. ↑  Ferrovie: RFI aggiudica gara per raddoppio Ponte San Pietro - Bergamo - Montello, Ferrovie.Info, 10 luglio 2023
7. ↑  Rete Ferroviaria Italiana, Circolare territoriale MI 42/2017.
8. ↑   Linea Seregno-Carnate chiusa: i treni merci del nord passeranno da Monza, su ilcittadinomb.it. URL consultato il 1º febbraio 2020.
9. ↑  Fabio Bianchi, Studio dei nuovi servizi ferroviari nella relazione Bergamo-Milano, tesi di laurea, Politecnico di Milano, 2004-05.
10. ↑   Trenord: Piuri,servizio peggiorato, raddoppiate soppressioni, su ANSA.it, 8 novembre 2018. URL consultato il 17 gennaio 2020.
11. ↑   Ferrovie: Trenord non intende riaprire la tratta Seregno-Carnate, su ferrovie.info, 7 febbraio 2019. URL consultato il 10 agosto 2019.
12. ↑  Regione Lombardia - COMMISSIONE CONSILIARE V (Territorio e infrastrutture) - SEDUTA del 18 aprile 2019 DCCR/XI/509/5001, su Mozione n. 106 presentata in data 21 novembre 2018:
“LA COMMISSIONE V TERRITORIO E INFRASTRUTTURE (...) invita la Giunta regionale ad adoperarsi affinché vengano ripristinate le corse sulla linea ferroviaria Carnate Usmate-Seregno, a partire dall’introduzione del prossimo orario estivo, compatibilmente con il materiale rotabile a disposizione.”.
13. ↑   Fabio Luongo, Treni, riparte la Seregno-Carnate, su Il Giorno, 19 aprile 2019. URL consultato il 1º maggio 2019.
14. ↑   Trenord non riapre Ceriano Groane. Monti: “Chiederemo chiarimenti!, su ilsaronno.it, 4 giugno 2019.
«Abbiamo cercato di porre attenzione sulla linea Seregno-Carnate – prosegue Monti – ma purtroppo, per il momento, questa resterà ancora servita da autobus sostitutivi»
15. ↑   Linea Seregno-Carnate | Trenord, su www.trenord.it. URL consultato il 4 febbraio 2025 (archiviato dall'url originale il 10 agosto 2024).
16. ↑   Ponte San Michele, da lunedì le navette che collegano Paderno e Calusco d'Adda, su bergamonews.it, 5 aprile 2019.
17. ↑   Ponte di Paderno: ecco tutti gli orari delle nuove navette, su giornaledilecco.it, 15 aprile 2019.
18. ↑   Ponte di Paderno d’Adda: oggi riapre al traffico veicolare, su MBNews.it, 8 novembre 2019. URL consultato il 17 gennaio 2020.
19. ↑   Riapertura del Ponte San Michele a Calusco d'Adda [collegamento interrotto], su Provincia di Bergamo, 7 novembre 2019. URL consultato il 17 gennaio 2020.
«(…) eccetto minibus autorizzati in via transitoria sino al ripristino del traffico ferroviario, di peso inferiore alle 7,5 tonnellate e larghezza sino a 2,35 metri»
20. ↑   Ponte San Michele sull'Adda, su fsitaliane.it. URL consultato il 23 agosto 2020 (archiviato dall'url originale il 27 settembre 2020).